# (8993) Ingstad
(8993) Ingstad ist ein Asteroid des inneren Hauptgürtels, der am 30. Oktober 1980 von dem dänischen Astronomen Richard Martin West am La-Silla-Observatorium der Europäischen Südsternwarte in Chile (IAU-Code 809) entdeckt wurde.
Mittlere Sonnenentfernung (große Halbachse), Exzentrizität und Neigung der Bahnebene des Asteroiden entsprechen grob der Phocaea-Familie, einer Gruppe von Asteroiden, die nach (25) Phocaea benannt ist. Die Sonnenumlaufbahn von (8993) Ingstad ist mit mehr als 23° stark gegenüber der Ekliptik des Sonnensystems geneigt, was charakteristisch für Phocaea-Asteroiden ist.
(8993) Ingstad wurde am 24. Juni 2002 nach dem norwegischen Archäologen und Abenteurer Helge Ingstad (1899–2001) benannt. Die Benennung erfolgte nach Vorschlägen aus einem Wettbewerb, den die Radiosendung Nitimen des norwegischen Radiosenders NRK P1 in Zusammenarbeit mit dem Astrofestival 2001 durchgeführt hatte.